# Monumentul Victimelor Holocaustului din Sevastopol
Monumentul Victimelor Holocaustului din Sevastopol (în rusă Памятник жертвам Холокоста) este un monument ridicat în memoria evreilor și crimceacilor⁠(d) din Sevastopol, care au fost împușcați de naziști după capturarea orașului în iulie 1942.

## Istoric
În anul 1939 trăiau în Sevastopol 5.988 de evrei, ceea ce reprezenta 5,5% din populația totală a orașului.
La 6 iulie 1942, la câteva zile după ce naziștii au capturat Sevastopolul, au fost lipite afișe pe unele clădiri de pe străzile orașului care conțineau un ordin al autorităților de ocupație prin care toți evreii și crimceacii⁠(d) din Sevastopol și din împrejurimi trebuiau „să coase stele cu șase colțuri pe piept și pe spate și să se prezinte la comitetul evreiesc de pe strada Herson (cladirea stadionului) pentru a fi înregistrați”. Stadionul era situat în apropierea străzii Răzvrătiților. Fiecare familie a fost instruită să ia cu ea obiecte de valoare, chei și o bucată de hârtie cu o adresă și provizii de alimente pentru trei zile.
Documentele elaborate de comisia de urgență a orașului Sevastopol pentru investigarea atrocităților invadatorilor naziști și a complicilor acestora precizează că, la 12 iulie 1942, naziștii au condus la stadionul local toată populația evreiască identificată a orașului și câteva zeci de crimceaci. Naziștii i-au anunțat că vor fi distribuiți pentru prestarea de munci în afara Sevastopolului. De fapt, oamenii de pe stadion au fost duși în locuri de execuții prestabilite: kilometrul 4 al autostrăzii Balaklava, dacea Maksimov⁠(d), satele Starîe Șuli⁠(d) și Balta-Ciokrak⁠(d) de lângă Bahchisarai.
În cursul investigațiilor postbelice asupra atrocităților comise de unitățile SS în Crimeea, s-a stabilit că în vara anului 1942, după capturarea Sevastopolului, unitatea Sonderkommando 11a din cadrul Einsatzgruppe D, aflat sub comanda Standartenführer⁠(d)-ului Otto Ohlendorf⁠(d), s-a mutat acolo, ocupând o casă de pe strada Ceastnik⁠(d). După efectuarea operațiunilor de adunare și înregistrare, unitatea SS a împușcat și ucis prin gazare 1500 de evrei (potrivit altor surse, precum mărturia șefului jandarmeriei E. Șreve, 1200 de evrei) din Sevastopol. În cursul lunii iulie 1942, unitatea a ucis 2022 de evrei care au fost identificați printre prizonierii de război sovietici.
Strângerea, identificarea și escortarea victimelor a fost efectuată și de către angajații Poliției auxiliare civile ruse din Sevastopol⁠(d). Această unitate era condusă de șeful poliției B. V. Kormcinov-Nekrasov, care era subordonat oficial primarului orașului Sevastopol, N. Madatov.
Ulterior, după execuțiile în masă, Einsatzkommando și-a redus activitățile (potrivit instrucțiunilor, s-a deplasat în spatele frontului militar) și a transferat procesul de identificare și exterminare a evreilor Serviciului de Securitate (SD) din Sevastopol, condus de Sturmscharführer Mayer. Masacrele solitare au continuat de-a lungul întregii perioade de ocupație.
În total, Comisia Orășenească Extraordinară Sovietică a stabilit, pe baza rezultatelor unei anchete, că numărul victimelor din perioada de ocupație a fost de 4.200 de persoane. Au fost identificate puțin peste 300 de nume de familie. Majoritatea celor uciși erau bătrâni, femei și copii. Printre cei executați au fost, de asemenea, mulți profesori și medici. Documentele menționează gestul medicului Ia. Zvenigorodski de la Spitalului nr. 1 al orașului. După înregistrare, naziștii i-au oferit șansa să-și salveze viața și să plece acasă dacă le va oferi adresele copiilor evrei. Doctorul i-a refuzat pe naziști: „Unde este poporul meu, acolo sunt și eu”. Din cei 4.200 de oameni, a reușit să scape doar o fată de 14 ani, Anna Salnik.

## Descriere
Monumentul a fost dezvelit la 12 iulie 2003, cu ocazia comemorării tragediei din 12 iulie 2003, în Piața Răzvrătiților⁠(d). Autorii monumentului sunt arhitecta Liudmila Ghitelzon și artistul sculptor Serghei Pavlișin. Memorialul este o Stea a lui David în șase colțuri cu o menora în centrul ei. Piedestalul este format din două trepte, care simbolizează fiecare templul distrus din Ierusalim. Steaua lui David este așezată în fața unui zid cu inscripții memoriale.